# Битка код Русокастра
Битка код Русокастра вођена је 18. јула 1332. године између војске Византијског царства са једне и војске Бугарског царства са друге стране. Битка је део Византијско-бугарских ратова, а завршена је победом Бугара.

## Битка
Године 1328. цареви Бугарске и Византије, Михајло Шишман и Андроник III Палеолог потписали су тајни споразум против Србије. Док је Михајло Шишман водио битку против Стефана Дечанског код Велбужда, Андроник је освојио бугарске градове у Тракији. То је изазвало сукоб између Бугарске и Византије. У лето 1332. године, Византинци су окупили велику војску за напад на Бугарску и без објаве рата прешли њену границу и пљачкали градове и села на путевима. Јован Александар је покушао да преговара, а када му то није успео одлучио је да се суочи са непријатељем.
Битка се одиграла код села Русокастро у југоисточној Бугарској. Битка је почела у шест часова ујутро, а вођена је до девет часова. Знатно бројнија бугарска војска успела је да опколи византијску и нанесе јој пораз. Ова битка представља важан догађај у средњовековној историји Бугарске. Јован је након победе у бици код Русокастра повратио изгубљене градове у Тракији и обезбедио Бугарској дугогодишњи мир.